# Američki psiho
Američki psiho (eng.: American Psycho) je satirički roman Breta Eastona Ellisa iz 1991. godine. Radnja romana ispričana je iz prvog lica od strane Patricka Batemana, newyorškog investicijskog bankara i serijskog ubojice. Kroz tehniku struje svijesti opisane su Batemanove dnevne aktivnosti, od poslovnih sastanaka i noćnih izlazaka, do sadističkih ubojstva. Roman se često tumači kao kritika kapitalizma i yuppie kulture, no Ellis ističe da je inspiracija za roman došla ponajprije iz njegova vlastita osjećaja izolacije. Američki psiho adaptiran je u film (2000.) i mjuzikl (2013.).